# Старый Пажман
Старый Пажман — деревня в Кезском районе Удмуртской республики.

## География
Находится в северо-восточной части Удмуртии на расстоянии приблизительно 16 км на северо-запад по прямой от районного центра поселка Кез.

## История
Известна с 1873 года как починок Пажманской (Пажман-починка) с 15 дворами. В 1905 году (деревня Пажманская) учтено 42 двора, в 1924 (Пажман) — 47. После 1920 г. селение разделилось на деревню Пажман, починок Пажман Новый (ныне Новый Пажман) и хутор Перминовский (ныне не существует). Настоящее название с 1935 года. До 2021 года входила в состав Большеолыпского сельского поселения.

## Население
Постоянное население составляло 195 человек (1873), 330 (1905), 331 (1924), 24 человека в 2002 году (удмурты 100 %), 18 в 2012.